# 昭平県
昭平県（しょうへい-けん）は中華人民共和国広西チワン族自治区賀州市に位置する県。

## 行政区画
- 鎮:昭平鎮、文竹鎮、黄姚鎮、富羅鎮、北陀鎮、馬江鎮、五将鎮、走馬鎮、樟木林鎮
- 郷:鳳凰郷、木格郷
- 民族郷:仙回ヤオ族郷